# Інститут магнетизму Національної академії наук України та Міністерства освіти і науки України
Інститу́т магнети́зму Націона́льної акаде́мії нау́к Украї́ни та Міністе́рства осві́ти і нау́ки Украї́ни — наукова установа НАН України та вищий навчальний заклад МОН України, що проводить дослідження в галузі магнетизму і магнітних матеріалів.

## Історія
Інститут магнетизму НАН України та МОН України було створено у 1995 р. на базі двох відділів Інституту металофізики ім. Г. В. Курдюмова НАН України та одного відділу Інституту геохімії, мінералогії та рудоутворення НАН України.
Від самого початку Інститут магнетизму поєднував у собі науково-дослідний інститут і вищий навчальний заклад. Метою діяльності установи було розв'язання актуальних фундаментальних і прикладних проблем у галузі магнетизму, екології та підготовки наукових кадрів.
З дня заснування інститут очолював його засновник академік НАН України Віктор Григорович Бар'яхтар, згодом на посаді почесного директора Інституту.
З 2016 року Інститут очолював член-кореспондент НАПН України Юрій Іванович Горобець. Починаючи з 2021 року Інститут очолює член-кореспондент НАН України Олександр Іванович Товстолиткін.

## Основні напрями наукових досліджень
- експериментальні та теоретичні дослідження в галузі фізики магнітних явищ у твердотільних матеріалах та рідинах, зокрема в тонких гетерогенних та багатошарових плівках, нанокристалічних системах та магнітних системах з мартенситними фазовими перетвореннями;
- теорія твердого тіла: теорія релаксації, нелінійні хвилі та солітони, фазові переходи, узагальнена теорія надпровідності, комп'ютерне моделювання фізичних явищ та складних саморегульованих систем;
- розробка матеріалів для магнітних сенсорів та реєстраторів інформації, що використовуються в електроніці, медицині тощо, а також матеріалів для магнітного запису надвисокої густини;
- вирощування та синтез монокристалів;
- створення апаратури високих тисків та температур.

Науково-дослідницький комплекс скануючої растрової та електронної мікроскопії для наноструктурних досліджень Інституту магнетизму віднесено до наукових об'єктів, які становлять національне надбання. Установа володіє унікальною технологією для напилення тонких наноплівок та відповідним обладнанням.

## Освіта
Інститут є базовою установою для підготовки студентів фізико-математичного факультету Національного технічного університету України «Київський політехнічний інститут», фізичного та радіофізичного факультетів Київського національного університету імені Тараса Шевченка.
Співробітники Інституту читають 12 курсів у НТУУ «КПІ» та 11 курсів лекцій на радіофізичному, фізичному та геологічному факультетах КНУ ім. Т. Шевченка. В Інституті діє спеціалізована вчена рада (див. перелік спеціалізованих вчених рад) із захисту дисертацій за спеціальностями:
- 01.04.07 — Фізика твердого тіла;
- 01.04.11 — Магнетизм;
- 01.04.02 — Теоретична фізика;
- 21.06.01 — Екологічна безпека.

Інститут має два спільних підрозділи:
- Центр магнітних технологій у харчовій промисловості (спільний з Київським національним університетом харчових технологій)
- Науково-навчальний центр високобаричних досліджень (спільний з Київським національним університетом імені Тараса Шевченка).

З метою ефективнішого використання сучасного наукового обладнання, а також досвіду науковців створено три спільні лабораторії Інституту магнетизму та НТУУ «КПІ»:
- Лабораторія комп'ютерної фізики;
- Лабораторія скануючої растрової та електронної мікроскопії для наноструктурних досліджень;
- Лабораторія фізичних та інформаційних технологій в біології та медицині;

При Інституті працює аспірантура за спеціальностями:
- «Фізика твердого тіла»
- «Магнетизм»,

а також докторантура.
Молоді науковці Інституту двічі одержували премію Президента України для молодих вчених (О. Ю. Горобець, Є. О. Погорєлов), гранти Президента України для підтримки наукових досліджень молодих учених, премії Київського міського голови та ін.
Вчені Інституту беруть активну участь у реалізації міжнародних наукових програм, виконуючи спільні дослідження з науковими установами США, Франції, Німеччини, Великої Британії, Іспанії, Японії, Португалії, Фінляндії, Російської Федерації та Білорусі.

## Штатні співробітники
Інститут магнетизму налічує 113 штатних співробітників. З них:
- 1 академік НАН України (В. Г. Бар'яхтар),
- 2 члени-кореспонденти НАН України (А. М. Погорілий, Б. О. Іванов),
- 1 член-кореспондент Академії педагогічних наук України (Ю. І. Горобець),
- 16 докторів наук,
- 26 кандидатів наук.

### Наукові досягнення співробітників
Звання «Заслужений діяч науки і техніки України» мають:
- В. Г. Бар'яхтар,
- Є. Д. Білоколос,
- Ю. І. Горобець,
- А. М. Погорілий,
- В. Ф. Лось.

Державні премії України в галузі науки і техніки мають:
- В. Г. Бар'яхтар (три),
- А. М. Погорілий,
- Ю. І. Горобець.

Премії національної академії наук України
- В. Г. Бар'яхтар,
- Ю. І. Горобець,
- А. М. Погорілий,
- Б. О. Іванов,
- В. Ф. Лось,
- Я. Б. Базалій,
- В. В. Кокорін
- В. А. Львов.

Премія ім. Островського в галузі фізики
- Ю. І. Горобець
- В. Ф. Лось.